# بالیقچی، قرقیزستان
بالیقچی (به قرقیزی: Балыкчы، بالىقچى) شهری در استان ایسیق‌کول کشور قرقیزستان است که در سرشماری سال ۲۰۰۵ میلادی، ۴۰٫۷۲۴ نفر جمعیت داشته است.
در زبان قرقیزی، نام بالیقچی به معنی ماهی‌گیر می‌باشد.